# Gillian Sanders
Gillian Sanders (Johannesburg, 15 de outubro de 1981) é uma triatleta profissional sul-africana. 

## Carreira
Gillian Sanders cresceu em Pietermaritzburg, competidora do ITU World Triathlon Series, disputou os Jogos de Londres 2012, terminando em 19º.